# 三角叶千里光碱
三角叶千里光碱（英語：triangularine）是一种有机化合物，化学式C18H25NO5，可见于峨眉千里光、Senecio triangularis、Senecio ovatus等物种。